# 야시로코코마에역
야시로코코마에역(일본어: 屋代高校前駅, やしろこうこうまええき 야시로코오코오마에에키[*] "야시로 고교(고등학교) 앞 역")은 나가노현 지쿠마시 오아자야시로에 위치한 시나노 철도 시나노 철도선의 역이다.

## 승강장
상대식 2면 2선 구조의 지상역이다. 양쪽 승강장은 가로다리로 이어져 있다.
| 1 | ■ 시나노 철도선 | (상행) | 고모로・가루이자와 방면 |
| 2 | ■ 시나노 철도선 | (하행) | 나가노 방면             |

## 역사
- 2001년 3월 22일: 시나노 철도에서 새 철도역을 설치함. 영업 개시.

## 역세권 정보
- 나가노현 야시로 고등학교(역에서부터 약 200미터 남쪽으로 있음, 역 명칭은 이 학교에 유래했음)
- 나가노 자동차도 고쇼쿠 나들목
- 국도 제18호선

## 인접역
| 시나노 철도 ■ 시나노 철도선 | 시나노 철도 ■ 시나노 철도선 | 시나노 철도 ■ 시나노 철도선 |
| --------------------------- | --------------------------- | --------------------------- |
| 야시로 가루이자와 방면      |                             | 시노노이 나가노 방면        |